# 猪谷千春
猪谷 千春（いがや ちはる、1931年5月20日 - ）は、日本のアルペンスキー選手、実業家。日本人初の冬季オリンピックメダリスト（2018年3月時点、日本人唯一の冬季オリンピックアルペンスキーメダリスト）。引退後はAIU保険会社（現・AIG）で社長業や名誉会長など実業家として活躍しつつ、国際オリンピック委員会（IOC）副会長など、オリンピック・スポーツ関連団体での要職を歴任した。いつも黒いウェアで競技をしていたことから「ブラック・キャット」とも呼ばれていた。

## 略歴

### 少年時代

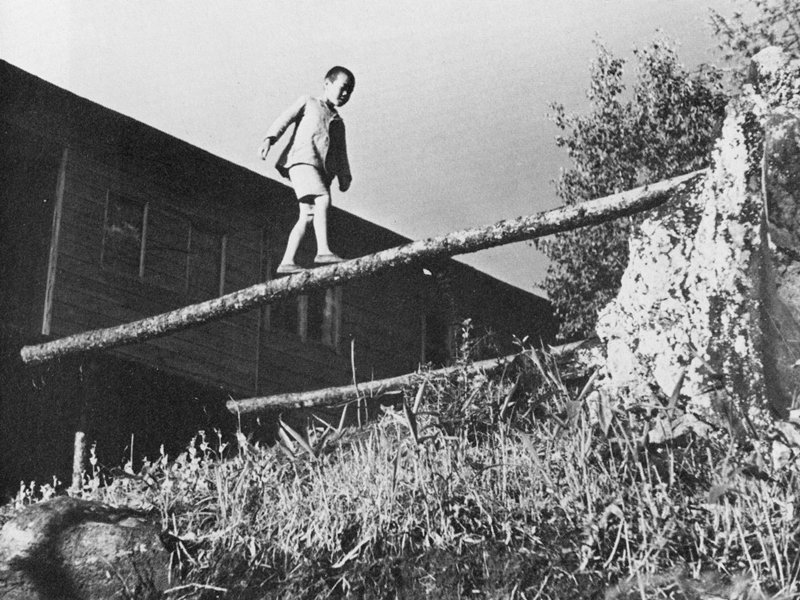
丸木橋を渡るトレーニングを行う猪谷千春（1940年）

猪谷は、1931年5月20日、日本スキー界の草分けといわれる猪谷六合雄と、日本初の女性ジャンパーといわれる猪谷定子の長男として、北海道・国後島で生まれた。1934年、猪谷が2歳の頃から、両親は猪谷にスキーを教え始めた。
猪谷一家はより良い雪質の練習場所を求め、国後島を後にし、群馬県勢多郡富士見村、長野県乗鞍山麓、青森県浅虫、長野県志賀高原と住まいを転々とした。
この間、父・六合雄は猪谷に対し、厳しく礼儀作法を躾け、学業にも力を入れさせるとともに、スキーの英才教育を施した。そのトレーニングは厳しく、休日は朝から夕方まで練習をさせ、平衡感覚を鍛えるために丸木の一本橋を渡り続ける、原木に乗って山の斜面を滑り降りるなどのトレーニングも行い、また雪のないシーズンでも、「柴刈り、薪割りなど何でもさせ」「直径1尺（約30センチ）もある立木を切り倒したり、6里（約24キロ）の山道を10貫（約38キロ）の薪をしょって登る」ことなどもさせて体を鍛えた。加えて、「（小学校に入ると）スキーヤーは目が大せつだと本と目の距り（距離）、頭の位置など毎日採点表につけ」「両腕の力を平均させるため、お箸を交互に使ったりした」など日常生活の中にもスキーのトレーニングが取り込まれていた。猪谷はこの当時の厳しいトレーニングについて、オスロオリンピック初出場時のインタビューで「生まれ変わったら、スキーをやろうとは思わない」と述懐し、著書でも少年時代は練習が厳しすぎ良い思い出がないと振り返っている。
しかし、このような厳しいトレーニングが功を奏し、1943年、11歳の時に前走者として出場した神宮大会（現在の全日本スキー選手権）では優勝者より6秒早いタイムでゴール、「神童」「天才スキー少年」と呼ばれるようになる。1948年に長野県で開催された国民体育大会でも優勝し、オスロオリンピック代表に決定した。この大会における猪谷の滑りは「日本ニュース 戦後編 第１１５号（1948年3月）」で見ることができる。

### オスロオリンピック出場

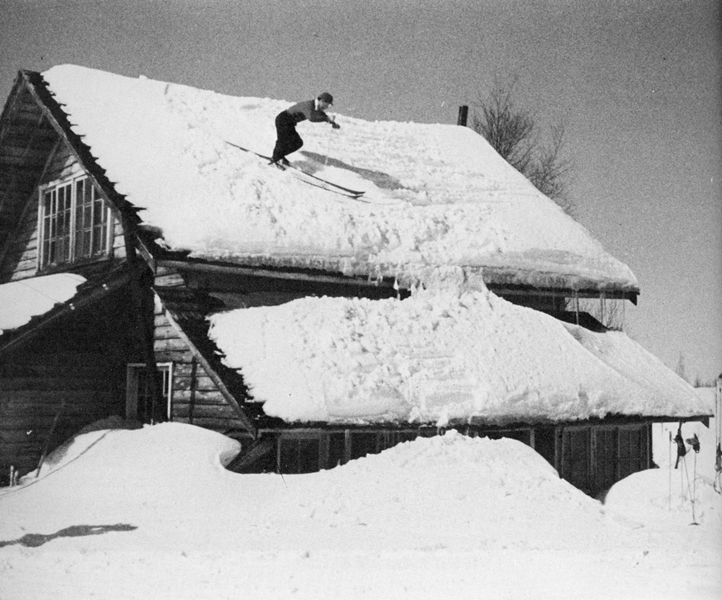
猪谷千春（1951年）

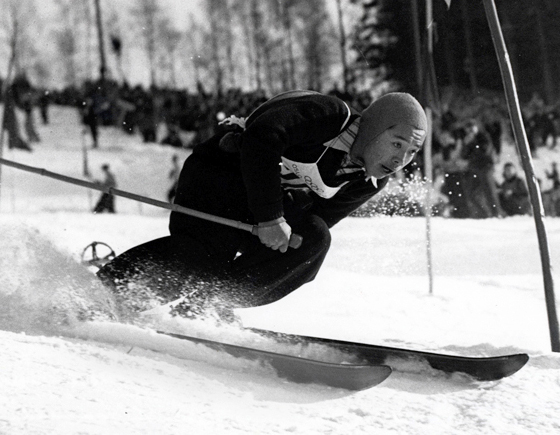
猪谷千春（1952年）

オスロオリンピックを約2ヶ月後に控えた1951年12月当時、猪谷は銀座ミズノスポーツ支配人の田島一男の元に下宿し、都立大泉高校に通学していた。参考書を買いに行った帰りに銀座ミズノスポーツに立ち寄った猪谷を、田島はたまたまその時来店していた顧客で保険会社AIGの創業者であるコーネリアス・バンダー・スターに引き合わせた。スターは猪谷がオスロオリンピック日本代表でありながら、練習環境を得られず東京にとどまっていることに驚き、猪谷と、同じくアルペンスキー競技での日本代表となっていた水上久とを、オーストリアのサンクト・アントンのスキー場にポケットマネーで派遣し、練習を行わせた。また、猪谷らが欧州の選手らのものに比べて性能の劣る単材のスキー板を使っていたため、スターは欧州の選手らが使用している合板のスキー板を、これもポケットマネーで買い与えた。
1952年2月のオスロオリンピックでは、猪谷は滑降・回転・大回転に出場。黒いユニフォームを好んで着用していた猪谷は、マスメディアに「ブラック・キャット」と呼ばれていた。回転競技では、旗門にスキーを引っ掛け、コースをはみ出してしまうミスがあり、結果は11位に終わった。滑降では24位、大回転では20位であった。しかし猪谷は、自分と父・六合雄が独自に研究していた体重移動のやり方が、欧州の強豪選手らのやり方と同じであったことに気づき、技術面では日本も欧州も大差がないはずと自信を持ち、4年後のコルチナ・ダンペッツォオリンピックでのメダル獲得を次なる目標に定めた。

### コルチナ・ダンペッツォオリンピック出場
オスロオリンピック後、猪谷はスターから全米アルペン競技選手権に招待され、2位に入賞する。猪谷はその後日本に戻り立教大学に入学していたが、1953年、スターの支援により、アメリカのダートマス大学に留学し、勉学に励む傍ら、より良い環境でスキーの練習を続けることとなった。
ダートマス大学では、期末試験で全教科の平均点が60点を超えていなければ課外活動に参加できないというペナルティがあった。そのため猪谷は、筋力トレーニングをしながら教科書を読んだり、スキーのコースを覚える記憶力を高めるため、ノートを取らずに授業を受け夜に講義内容を書き出すトレーニングを行ったりと、勉学とトレーニングを両立する様々な方法を考え出した。その結果、猪谷は、スイスのアーデルボーデンで開催されたワールドカップにおいて、回転競技で金メダルを獲得するなど、欧州の大会でも実力を発揮し、注目を集める選手となった。

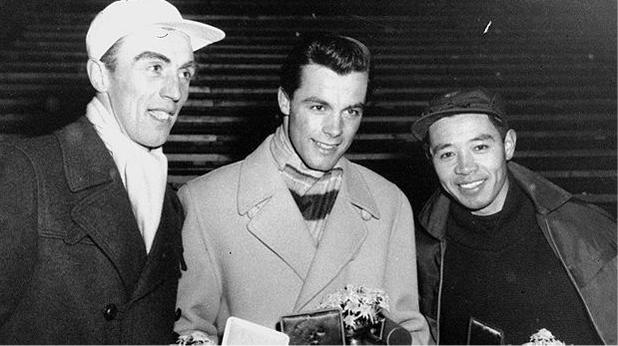
コルチナダンペッツォオリンピック表彰式でのStig Sollander、トニー・ザイラー、猪谷千春

猪谷はダートマス大学留学中、日本での競技大会などに参加できなかったため、全日本スキー連盟からは日本代表入りを疑問視する声もあったものの、関係者の尽力によりコルチナ・ダンペッツォオリンピック日本代表に選ばれることができた。猪谷は滑降、回転、大回転に出場、滑降では失格となったが、大回転では12位、そして回転では1回目6位から2回目では2位、合計で同大会アルペン競技3冠を達成したトニー・ザイラーと4.0秒差の2位に入り銀メダルを獲得した。このメダルは冬季オリンピックで日本代表選手が獲得した初めてのメダルであるとともに、欧州以外からの出場選手がアルペンスキー競技で獲得した初めてのメダルともなった。

### スコーバレーオリンピック出場
1957年、猪谷はダートマス大学を卒業する。その後も猪谷は競技を続け、1958年にオーストリアのバート・ガスタインで開催されたアルペンスキー世界選手権では、回転で銅メダル獲得、大回転で6位入賞、複合で4位入賞という成績を残した。
猪谷はその後の1959年、支援者スターの縁でAmerican International Underwriters（AIU）に入社し、スキー競技からは引退することを決意した。しかし周囲の強い勧めもあり、また金メダルを獲得していないという心残りから、猪谷は競技人生の最後に1960年のスコーバレーオリンピックに出場することとした。金メダルを獲得すべく普段よりも大胆なレース運びをしたことが裏目に出た形となり、自分のペースを崩してしまったが、滑降で34位、回転で12位、大回転で23位という成績を残した。

### 実業家への転身
猪谷はAIUのニューヨーク本社で2年間の研修を受けた後、1961年、AIU日本支社の傷害保険部初代部長に就任した。猪谷はビジネスの世界に進むにあたり、45歳までにどこかの社長になることを目標としており、AIUに入社したのは、学閥や天下りなどの影響のない外資系企業であれば、その目標を叶えやすいと考えたためであった。
当時、日本の消費者の間では傷害保険という概念自体が浸透しておらず、また戦前に加入していた保険が第二次世界大戦の終戦とともに無価値になったという記憶もまだ新しかったため、AIUの商品は消費者に簡単には受け入れられなかった。猪谷は、消費者の間にあるアメリカ文化への憧れを利用し、AIUがアメリカの会社であることを強調してみたり、逆にAIUのマニュアルの修正や日本固有の商品開発といった、日本の消費者に合わせるためのローカライズに力を入れてみたりと、様々な営業活動を行い、AIUの商品の普及に努めた。こうした活動が評価され、1978年、猪谷は47歳で、AIUグループの会社であるアメリカンホーム保険会社の社長に就任する。

### スポーツ振興の世界へ

#### IOCでの活動
1980年、猪谷は、当時国際オリンピック委員会（IOC）委員を務めていた竹田恆徳より、自らの後任としてIOC委員を務めてほしいという打診を受ける。アメリカンホーム保険会社社長として多忙を極めていた猪谷はこの打診を辞退するが、竹田からの熱心な説得に折れ、委員就任を承諾、1982年にIOC委員に就任した。IOC委員業務の負荷を理由に、猪谷がアメリカンホーム保険会社を退職したいと申し出たところ、AIUグループは猪谷の事情に配慮し、猪谷を退職させるのではなく、グループの別会社に異動させた。
委員としては1994年の冬季オリンピック準備のための研究・評価委員会、第12回オリンピックコングレス準備委員会など多数の委員会の委員を歴任した。開催地候補都市の評価を行う評価委員会は、猪谷の尽力により設立されたものである。1987年から1991年までと1996年から2000年までは理事を務め、ドーピング問題への対応などに力を入れる。2005年から2009年まではIOC副会長を務めた。2011年12月、80歳定年制によりIOC委員を退任し、2012年から名誉委員に就任、同年、それまでの功績を讃えオリンピック・オーダー銀章を受章する。
この間、1998年の長野オリンピックの招致のため、30カ国以上のIOC委員を訪問するなど奔走し、招致を成功させる。2020年の東京オリンピック招致についても、規則の変更によりIOC委員訪問は認められなくなっていたものの、100カ国以上のIOC委員に架電するなどの協力を行い、招致成功の一助となった。

#### JOCでの活動
JOCでは2005年から2013年まで理事を務め、2014年から名誉委員。

#### その他スポーツ団体での活動
1993年から日本オリンピック・アカデミーの会長を18年間務めた。
1994年に発足した日本トライアスロン連合の初代会長に就任し、15年に渡り同職を務めた後、名誉会長に就任。
1996年より、国際トライアスロン連合副会長に就任し、2008年に名誉委員に就任。2015年に、世界トライアスロン殿堂ライフ部門入りを果たす。
2003年の日本オリンピアンズ協会発足時より副会長を務める。
2012年8月より東京都スキー連盟会長を務め、その後名誉会長に就任。2014年9月、日本障害者スキー連盟会長に就任。
2014年より東京オリンピック・パラリンピック競技大会組織委員会顧問就任。

## 競技スタイル
第二次世界大戦直後の日本には、外国のスキー技術の情報が伝わってきていなかったため、猪谷は父・六合雄と共に、独自にスピードの出る滑り方を研究していた。例えば、ターンの際の体重移動について、当時日本では曲がる側の足に体重をかけ、上体も曲がる側に捻るようにするのが定石とされていたが、猪谷はその体重移動ではスキー板の後部にずれが生じることを発見した。猪谷はそのようなずれによる遅れを防止するため、敢えて、曲がる側と逆側の足に体重をかけ、上体も曲がる側には捻らず逆側に残したままにしておく方法を開発した。オスロオリンピックに出場した猪谷は、欧州の強豪選手らも同じ体重移動を行っていることを発見し、自分たちの研究に誤りはなかったと自信を持つに至っている。
その後もターン技術を磨き、コルチナダンペッツォオリンピック出場の頃には、世界トップクラスのターン技術を有していると称されるに至る。このようなターン技術の高さから、回転競技を得意としており、アーデルボーデンでのワールドカップ金メダル、コルチナダンペッツォオリンピック銀メダル、バート・ガスタインでの世界選手権銅メダルの他にも、1954年にコロラド州アスペンでの全米大会で優勝、1955年から1957年までNCAA Skiing Championshipsの回転競技部門を三連覇するなどの功績を残している。

## 年表
- 1931年　北海道・国後島で生まれる
- 1948年　第26回長野国体で圧勝、第6回オスロ冬季五輪代表に決定
- 1952年　オスロオリンピックに出場、回転で11位
- 1953年　立教大学に入学後、コーネリアス・バンダー・スターの支援でアメリカ・ダートマス大学に留学
- 1956年　アメリカ在住でコルチナ・ダンペッツォオリンピックに出場。回転で銀メダルを獲得
- 1957年　ダートマス大学卒業
- 1958年　バート・ガスタインでの世界選手権に出場、回転で銅メダル獲得、大回転でも6位入賞
- 1959年　AIU入社
- 1960年　スコーバレーオリンピック出場、回転で12位
- 1978年　アメリカンホーム保険会社社長就任
- 1982年　IOC委員就任
- 1988年　紫綬褒章受章[46]
- 2005年　IOC副会長
- 2011年　日本体育大学名誉博士号授与[47]
- 2012年　IOC委員退任、オリンピック・オーダー銀章受章
- 2015年　前橋市名誉顧問[48]
- 2017年　名誉都民顕彰[49]、山ノ内町名誉町民顕彰、志賀高原歴史記念館に猪谷千春コーナーが開設される[50]
- 2018年　日本スポーツ学会大賞受賞[51][52]

## 著作など

### 著作

#### 書籍
- 『近代スキー 初歩からアルペンまで』（1959年、日本経済新聞社）
- 『近代スキー 基礎と応用』（1959年、日本経済新聞社）
- 『パラレルへの近道』猪谷六合雄共著（1959年、日刊スポーツ新聞社）
- 『わが人生のシュプール』（1994年、ベースボール・マガジン社）
- 『IOC―オリンピックを動かす巨大組織―』（2013年、新潮社）

#### 論文
- 「体育・スポーツに期待する（今後の社会と体育・スポーツの振興<特集>）」『文部時報』(通号 1306) pp.4-7, 文部省.
- 「過去にこだわらず,きょうを生きる(心を語る)」『通産ジャーナル』28(5) pp.82-88, 通商産業大臣官房報道室.

他多数

### 猪谷を取り上げた作品

#### 書籍
- 和田登、こさかしげる（1992）『スキーに生きる―猪谷六合雄と千春の長い旅』（ほるぷ出版）
- 和田登（1997）『栄光へのシュプール 猪谷千春物語』（岩崎書店）

#### アニメーション
- 虫プロダクション（1997）『栄光へのシュプール 猪谷千春物語』